# 自然の聖地
自然の聖地（しぜんのせいち）とは、人間が自然の中に神秘的な場所の精神を感じて宗教的聖地とする自然崇拝の場（文化的空間）を指す。
ユネスコ自然遺産の諮問機関である国際自然保護連合（IUCN）が提唱したもので、単なる自然保護に留まらず精神文化の保全も図ることで人間性や尊厳を守り、社会的環境・社会的結束を維持し、協調社会と持続可能性を追求するもので、自然の権利も呼び掛ける。その展開には2007年に承認された先住民族の権利に関する国際連合宣言が重要な役割を果たしている。
世界遺産では自然と人間の共生が見られる文化的景観として捉えられる事例が多い。

## 信仰の山・聖なる山
自然の聖地を推進することになった背景に、ユネスコと文化遺産の諮問機関である国際記念物遺跡会議（ICOMOS）が2001年9月に日本で開催した「信仰の山の文化的景観に関する専門家会議」において、山を信仰の対象とする景観・環境の顕彰が提言されたことによる。これにより自然遺産として登録されていたニュージーランドのトンガリロ国立公園が、マオリの聖地であることを理由に文化遺産としての要素を追加し、複合遺産となった。
日本においては信仰の山・聖なる山は、富士山-信仰の対象と芸術の源泉として世界遺産に登録された富士山を筆頭に、紀伊山地の霊場と参詣道の高野山や熊野三山、平泉―仏国土（浄土）を表す建築・庭園及び考古学的遺跡群―の金鶏山、そして長崎と天草地方の潜伏キリシタン関連遺産の安満岳などが上げられる。

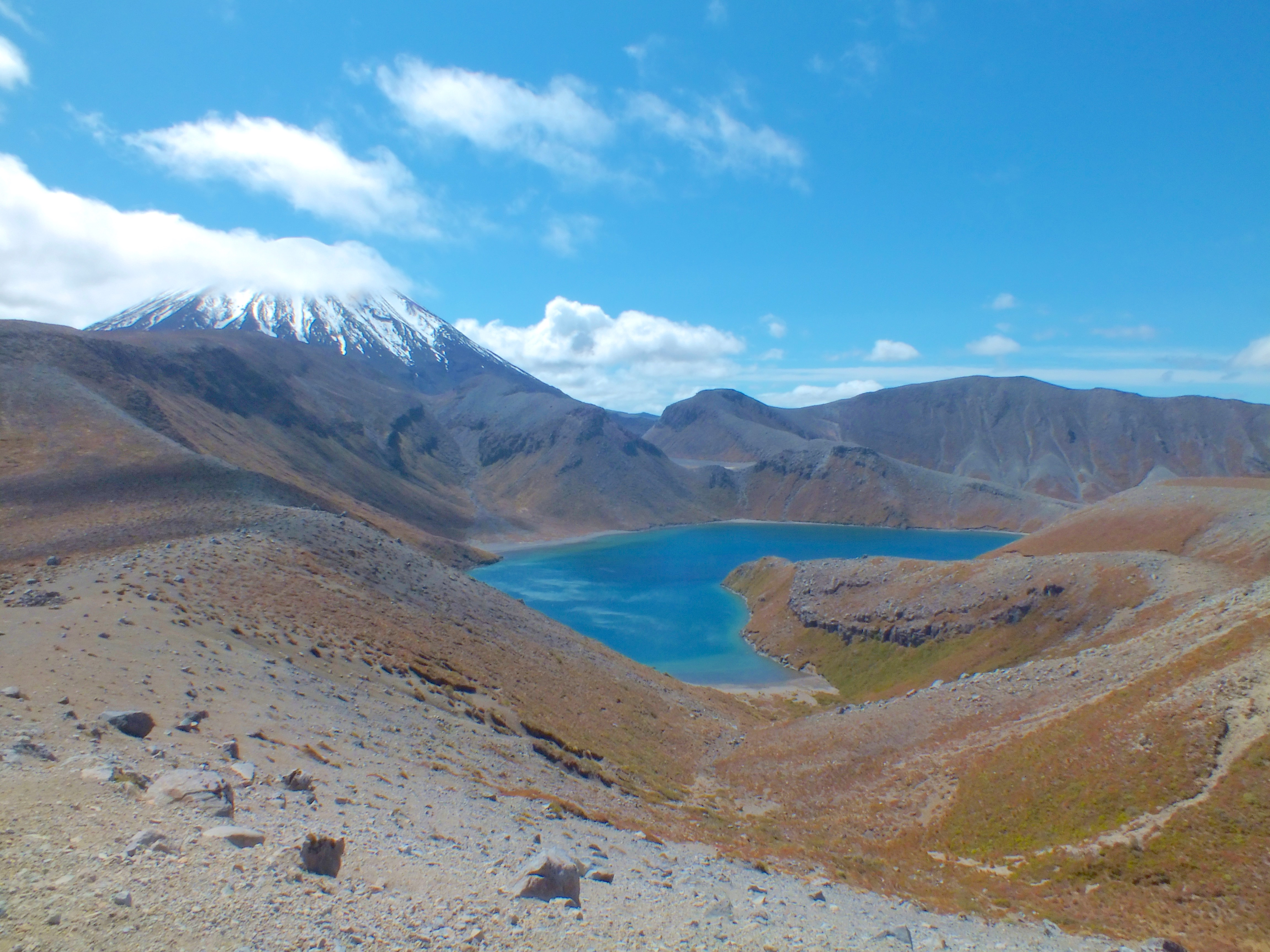
文化的景観の代表格マオリの聖地トンガリロ
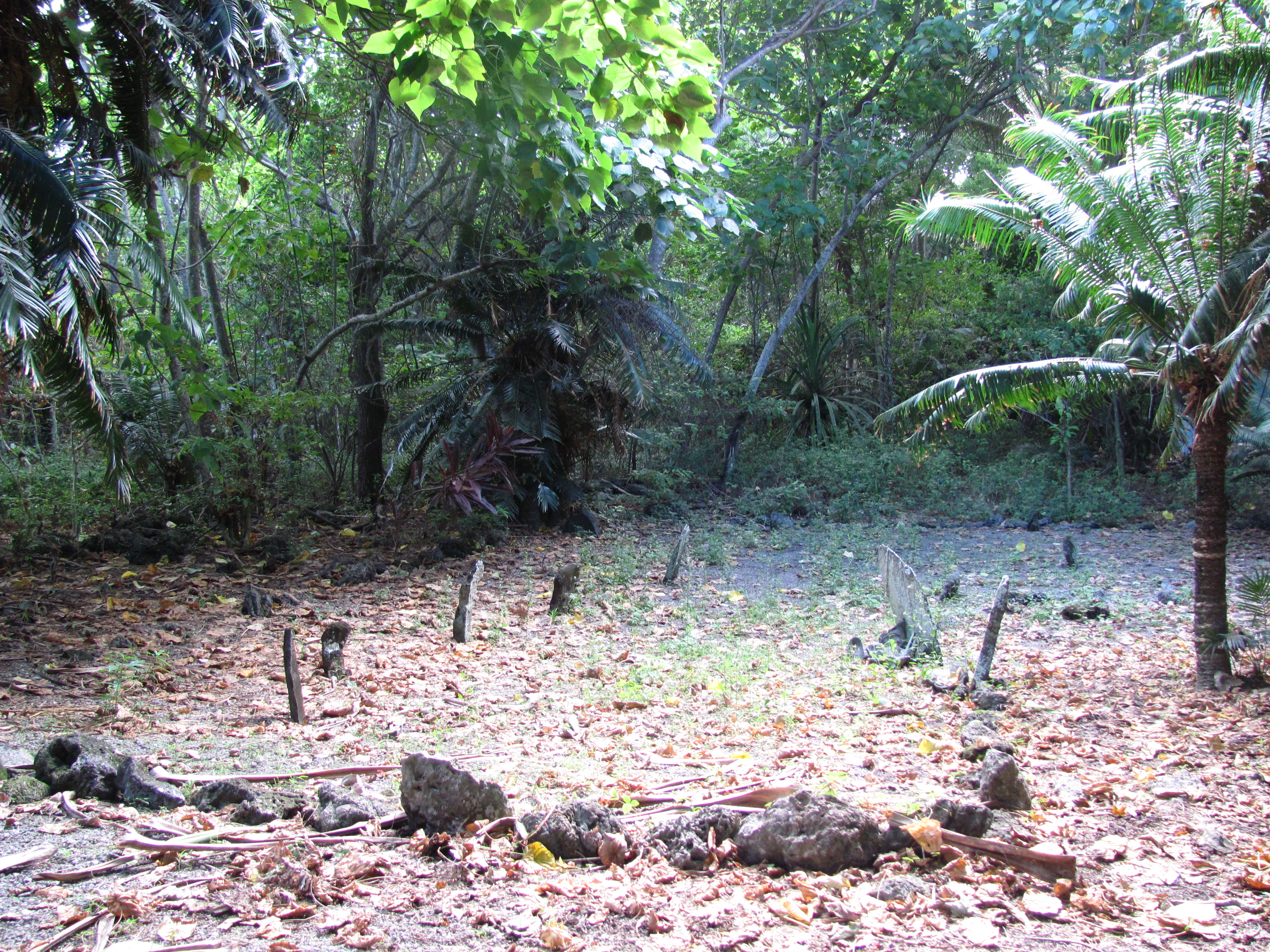
バヌアツのロイ・マタの墓地
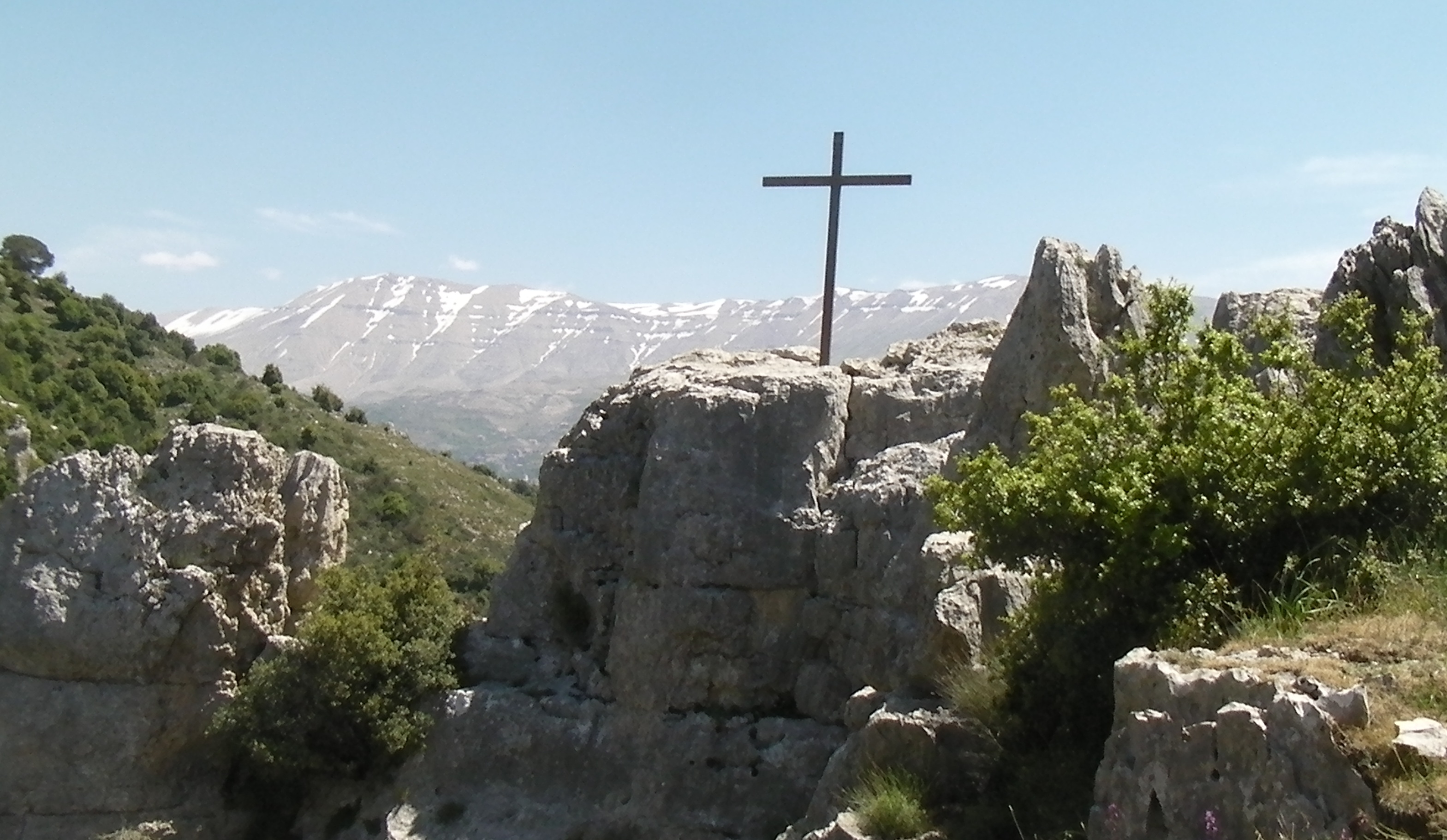
レバノンのカディーシャ渓谷と神の杉の森
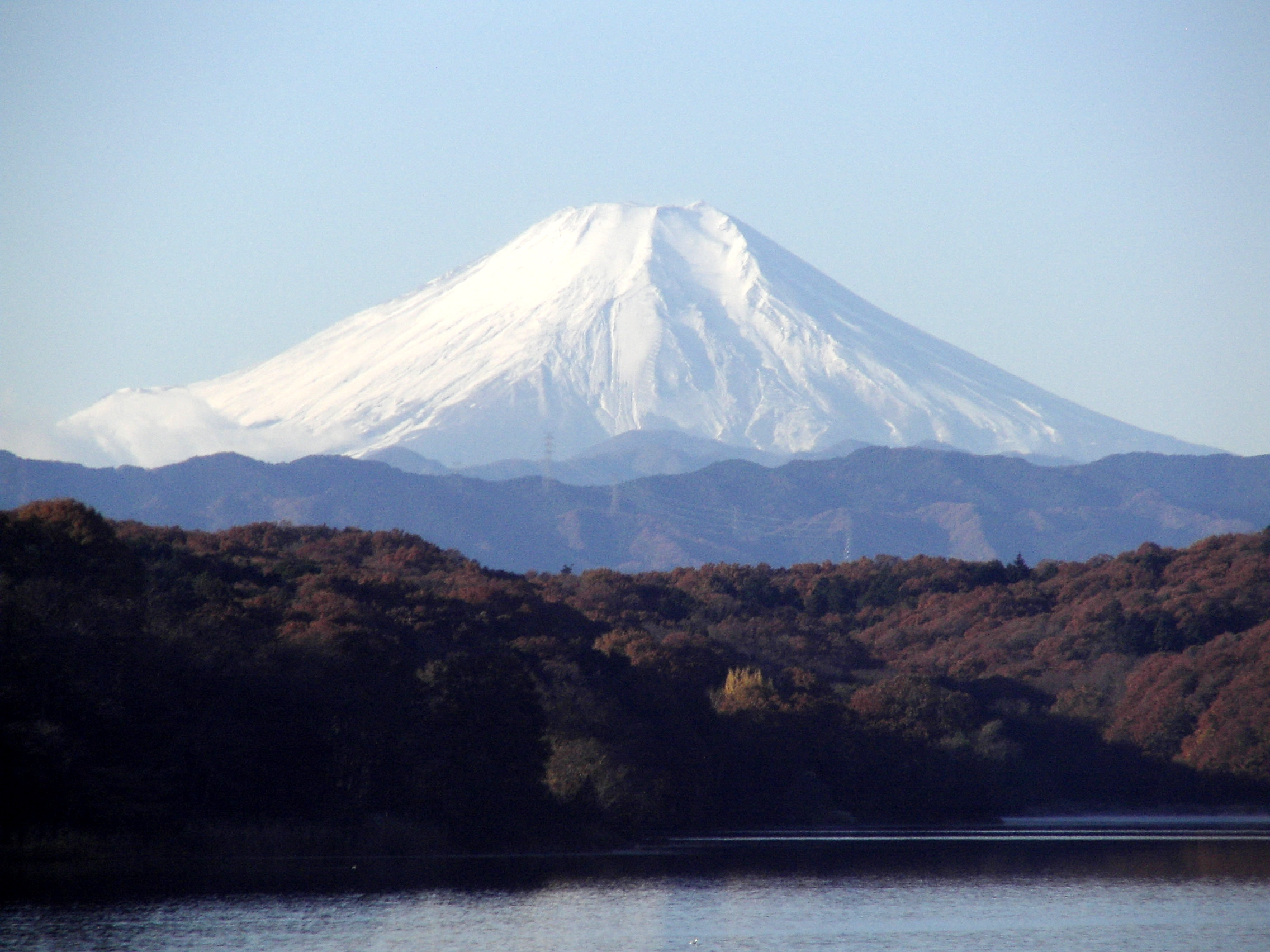
霊峰富士山
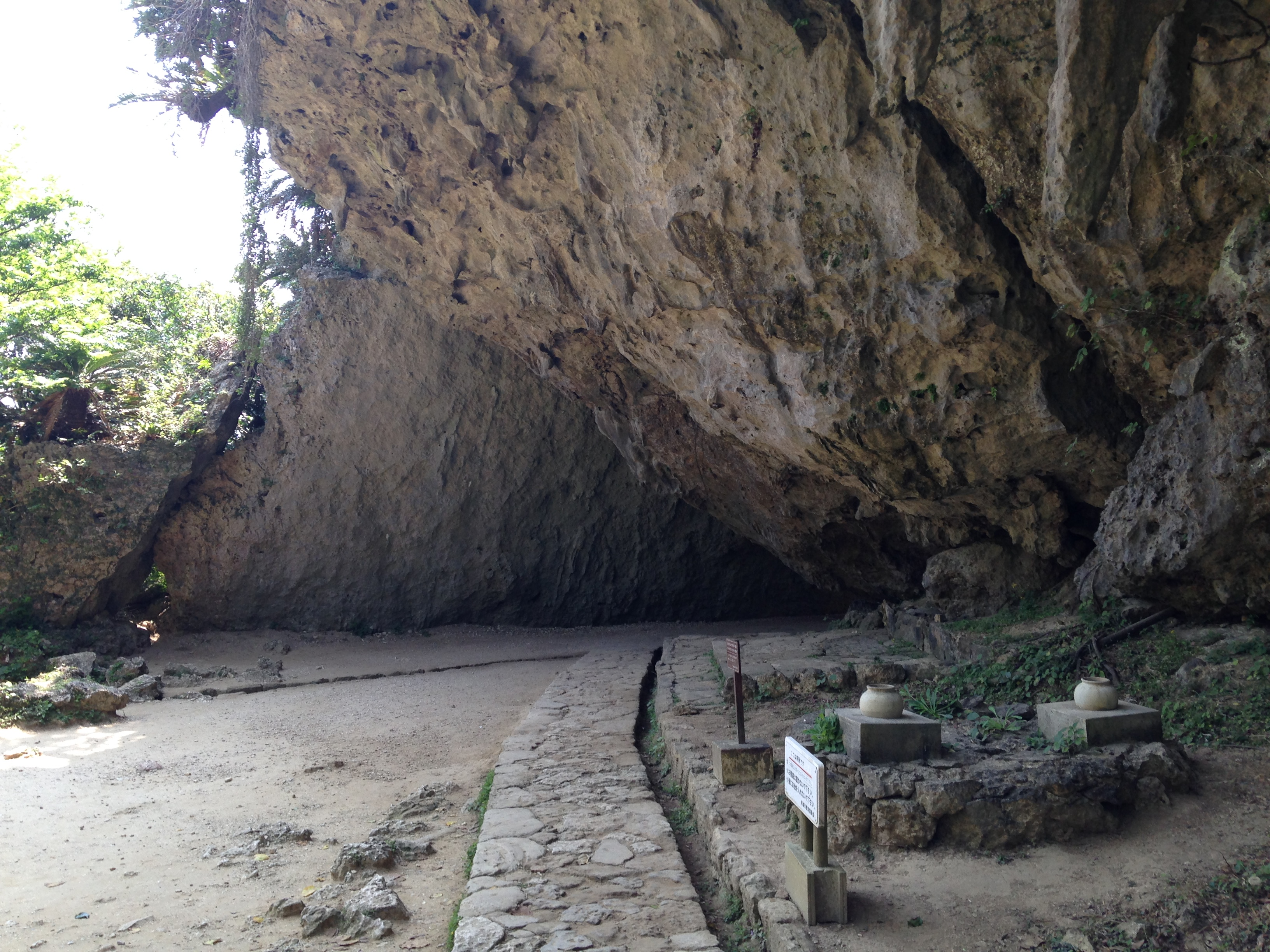
沖縄の斎場御嶽は磐座

## 参照・脚注
本項は英語版WikipediaのSacred natural siteと、保護地域の文化的・精神的価値に関するIUCNタスクフォース＆UNESCO人間と生物圏計画『自然の聖地』生物多様性JJAPAN。ISBN 978-4990174385。に依る
1. ↑  『世界遺産年報2002』平凡社、2002年。ISBN 4-582-71404-8。